# Isabel Neville
Isabel Neville (5. september 1451 - 12. december 1476) var ældste datter af Richard Neville, 16. jarl af Warwick, 'Kongemageren under Rosekrigene. 
I 1469 blev hun gift med Georg, hertug af Clarence. Hun var mor til Margaret Pole, grevinde af Salisbury og Edvard, jarl af Warwick.
Isabel Neville var storesøster til Anne Neville.